# Amoria jansae
Amoria jansae is een slakkensoort uit de familie van de Volutidae. De wetenschappelijke naam van de soort is voor het eerst geldig gepubliceerd in 2010 door van Pel & Moolenbeek.